# Vrouwenakker
Vrouwenakker is een buurtschap in de gemeente Nieuwkoop in de Nederlandse provincie Zuid-Holland. Het ligt aan de Amstel in het noorden van de gemeente tussen Blokland en De Kwakel. In 2019 telde het 110 inwoners.
Vrouwenakker maakte tot 1989 deel uit van de Utrechtse gemeente Mijdrecht. Die werd per 1 januari van dat jaar opgeheven en samengevoegd met de gemeenten Wilnis en Vinkeveen en Waverveen tot De Ronde Venen. Vrouwenakker werd hiervan losgekoppeld en naar Zuid-Holland overgeheveld. Aanvankelijk werd het een onderdeel van de gemeente Nieuwveen, die op haar beurt in 1991 werd opgenomen in de nieuwe gemeente Liemeer. Deze werd 2007 opgeheven en verenigd met Ter Aar en Nieuwkoop.
De plaatselijke brug over de Amstel in de Provinciale weg 231 vormt een belangrijke schakel in de verbinding tussen Noord- en Zuid-Holland.

## Afkomstig uit Vrouwenakker
Jetze Plat (1991), paralympisch triatleet en handbiker.

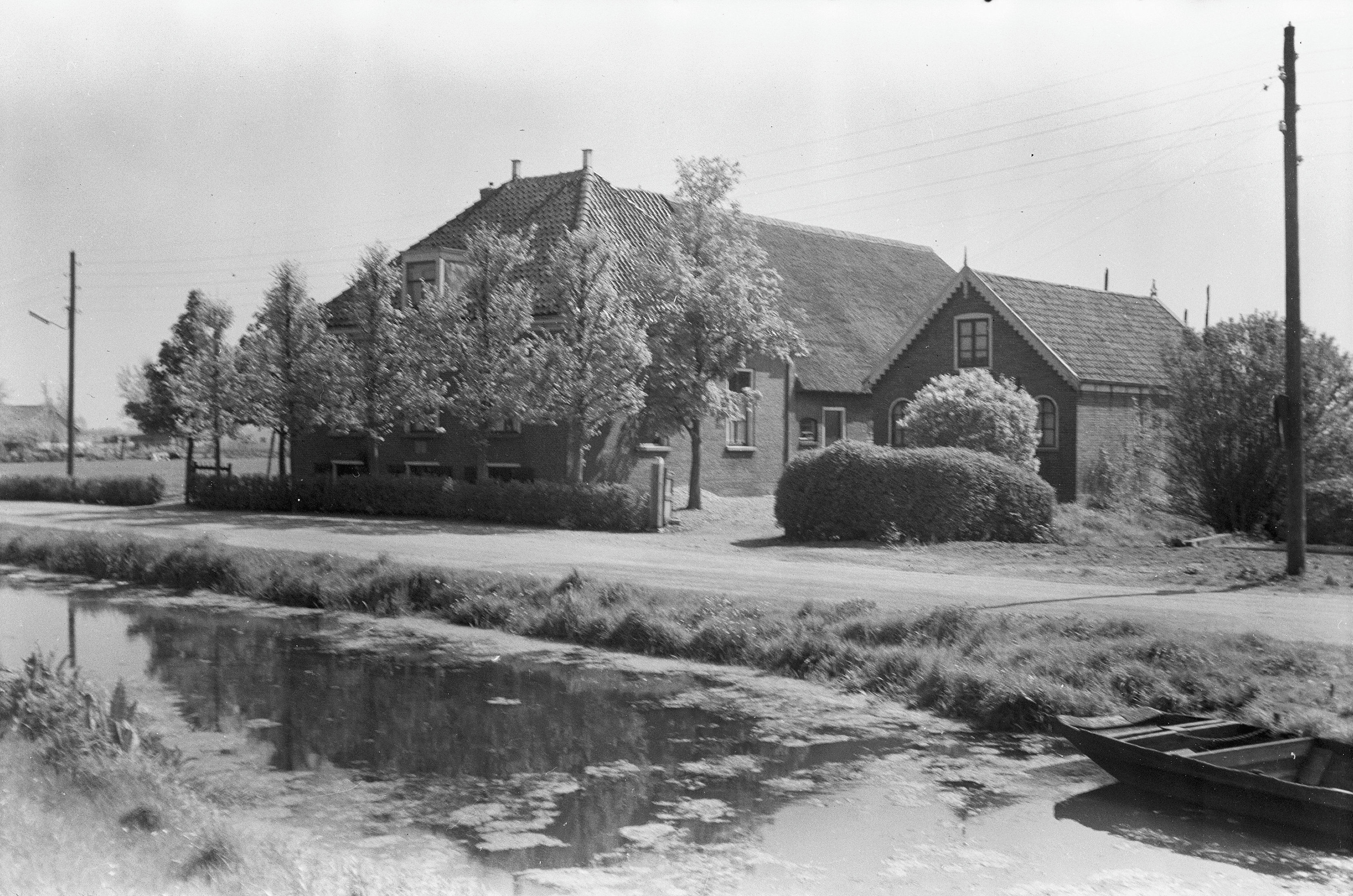
Een boerderij in Vrouwenakker (1957)

Kernen: De Meije (deels) · Korteraar · Langeraar · Nieuwkoop · Nieuwveen · Noordeinde · Noorden · Noordse Dorp · Papenveer · Ter Aar · Vrouwenakker · Woerdense Verlaat · Zevenhoven

Buurtschappen: Achttienhoven · Blokland · Kerkbuurt · Kerkpad · Noordse Buurt · Pulmot · Slikkendam · Vrijhoeven · Zevenhovenseweg · Zuideinde

Zuid-Holland: Steden en dorpen      Nederland: Provincies · Gemeenten